# محمد نخعی
محمد نخعی (۱۲۸۷ تهران – ۱۳۶۴ اروپا) وزیر، سیاستمدار و کارگزار اقتصادی دوران پهلوی بود.

## تحصیلات و فعالیت‌های دانشگاهی
محمد نخعی از دانشجویانی بود که در زمان رضا شاه برای تحصیل به اروپا فرستاده شدند. در بلژیک حقوق خواند و پس از اخذ درجه دکترا و مدتی تدریس در بروکس به ایران بازگشت و به استخدام وزارت مالیه درآمد. همزمان در دانشکده حقوق دانشگاه تهران نیز تدریس می‌کرد.

## فعالیت‌های ادرای
در وزارت دارایی تا ریاست دفتر وزارتی و ریاست کمیسیون ارز پیش رفت تا اینکه به ریاست دفتر نخست‌وزیر رسید.
در پایان سال ۱۳۲۲ که محمد ساعد نخست‌وزیر شد، نخعی را معاون کرد. در شهریور ۱۳۲۳ ساعد استعفا داد اما دوباره مأمور تشکیل شد.

## وزارت
این بار کابینه‌ای با ترکیب تازه در پانزدهم شهریور به مجلس معرفی کرد که نخعی در آن، تصدی وزارت بازرگانی و پیشه و هنر را برعهده داشت.
نخعی سال بعد در دولت صدرالاشراف به وزارت کشاورزی رسید و در سال ۱۳۲۷ که ساعد برای دومین بار نخست‌وزیر شد و وزارت کار را دوباره راه انداخت، نخعی را وزیر کار کرد که منصورالملک و رزم‌آرا نخست‌وزیران بعدی نیز او را در این سمت نگه داشتند.
نخعی پس از کناره‌گیری از وزارت کار به خارج رفت و سپس مدت کوتاهی بازگشت و مدیرعامل سازمان برنامه شد. از سال ۱۳۳۲ برای همیشه در اروپا اقامت گزید و با سازمان‌های بین‌المللی همکاری می‌کرد.